# 喬治亞大學系統
佐治亚大学系统包括美国佐治亚州的26所公立高等教育机构，由佐治亚州董事会管理。系统为教育机构设定目标并制定一般政策，并管理包括58个公共图书馆系统的州公共图书馆服务。系统还向这些机构发放公共资金，由州立法机构分配。按学生总入学人数计算，该系统是美国第六大大学系统，截至2023年，共有344,392名学生。旗下机构分为四类：研究型大学、地区综合性大学、州立大学和州立学院。
四所研究型大学分别是佐治亚理工学院、佐治亚大学（旗舰大学）、奥古斯塔大学和佐治亚州立大学。